# Schleppe

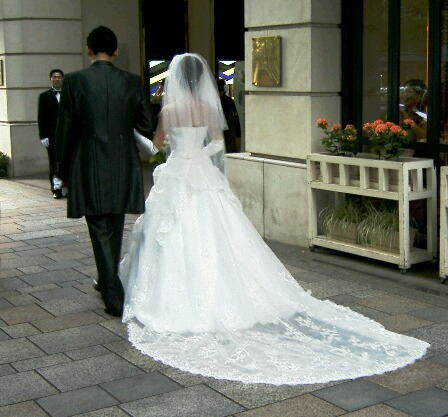
Schleppe eines Brautkleides

Die Schleppe (von „schleppen“ im Sinne von „hinter sich her ziehen“) bezeichnet denjenigen Teil eines Kleidungsstücks, der hinter dem Träger bzw. der Trägerin über den Boden schleift. Röcke, Kleider und Mäntel können so gestaltet werden, dass sie hinten mehr oder minder deutlich länger als bodenlang sind. Eine Sonderform stellt die Courschleppe die vom napoleonischen Kaiserreich bis zum Ersten Weltkrieg zur höfischen Zeremonialkleidung der Damen gehörte.
Während Schleppen heute fast ausschließlich Braut- und Abendkleidern vorbehalten sind, waren sie im Lauf der Kostümgeschichte mehrfach allgemein in Mode, so z. B. im 13. Jahrhundert, Ende des 17. sowie Ende des 18. Jahrhunderts und zuletzt um 1875–1880.
Wegen des hohen, objektiv nicht notwendigen Stoffverbrauchs und weil die Schleppe beim Schleifen über den Boden verschmutzt und beschädigt (d. h. wertvoller Stoff vernichtet) wurde, eignete sich eine Schleppe zur Zurschaustellung von Reichtum und wurde somit zum Statussymbol. In manchen höfischen Kleidungsreglements wurde ihre Länge je nach Status der Trägerin begrenzt: Je höher der Adelsrang, desto länger durfte die Schleppe sein.
Bei höfischer Zeremonialkleidung, z. B. bei Krönungsmänteln, findet man noch heute Schleppen von extremer Länge, die Schleppenträger nötig machen.
Die Schleppe kommt auch in Goethes Faust vor, wo es im zweiten Teil vom Hofnarren heißt: Gleich hinter deiner Mantel-Schleppe / Stürzt’ er zusammen auf der Treppe, / Man trug hinweg das Fett-Gewicht, / Todt oder trunken? weiß man nicht.

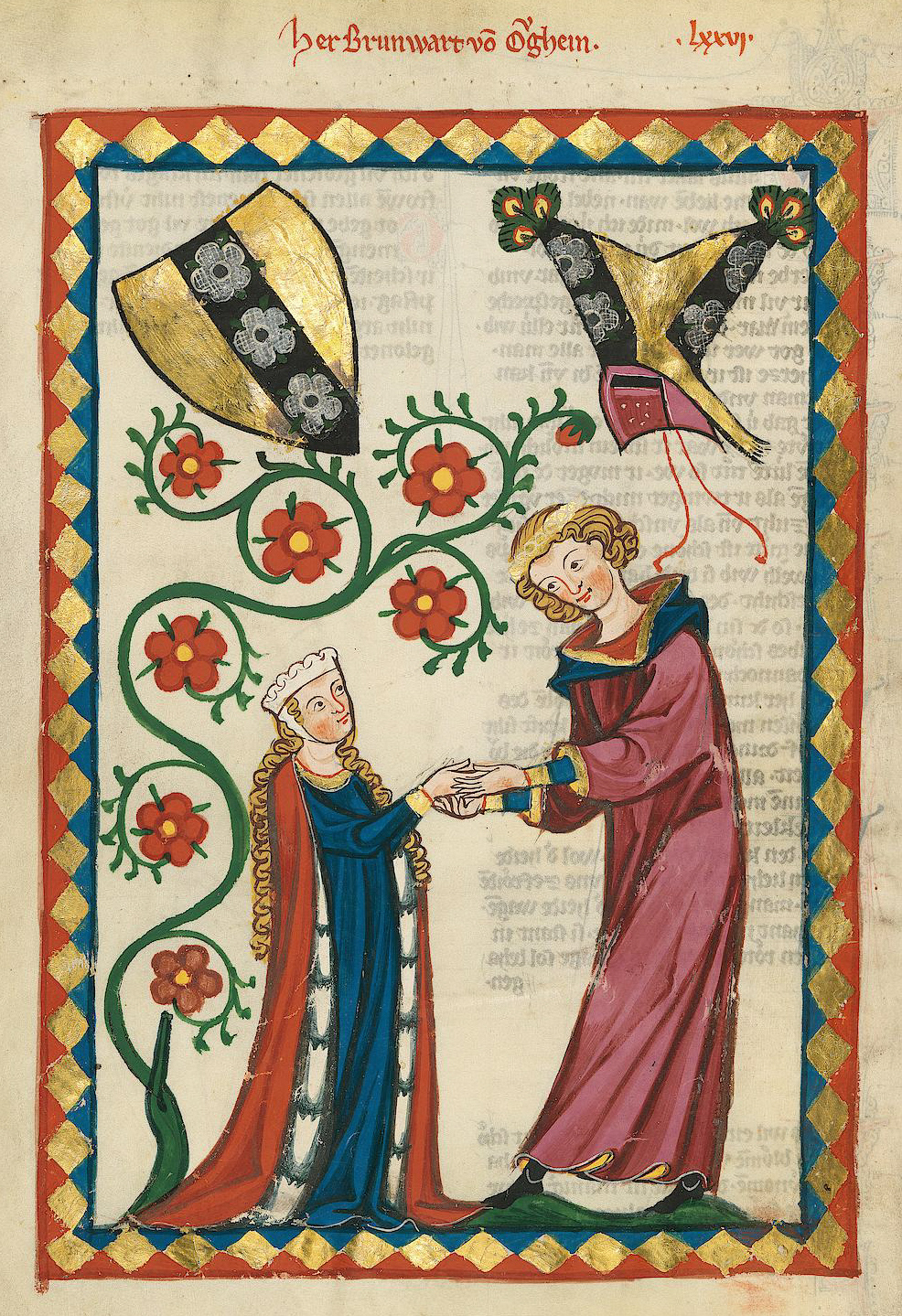
Schleppenkleid und -mantel im Codex Manesse
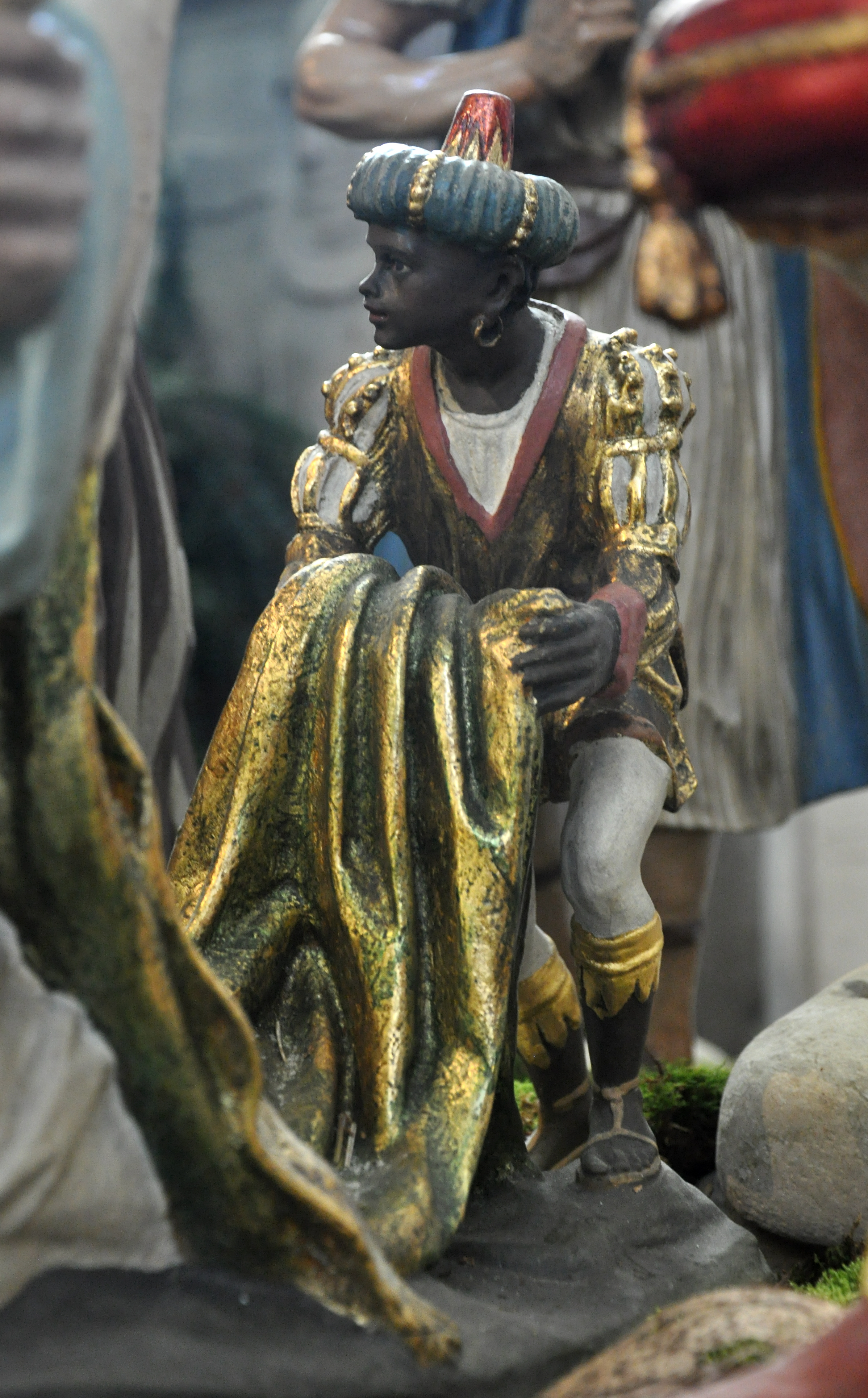
Schleppenträger eines der heiligen Drei Könige in der Weihnachtskrippe der Stadtpfarrkirche Wangen im Allgäu
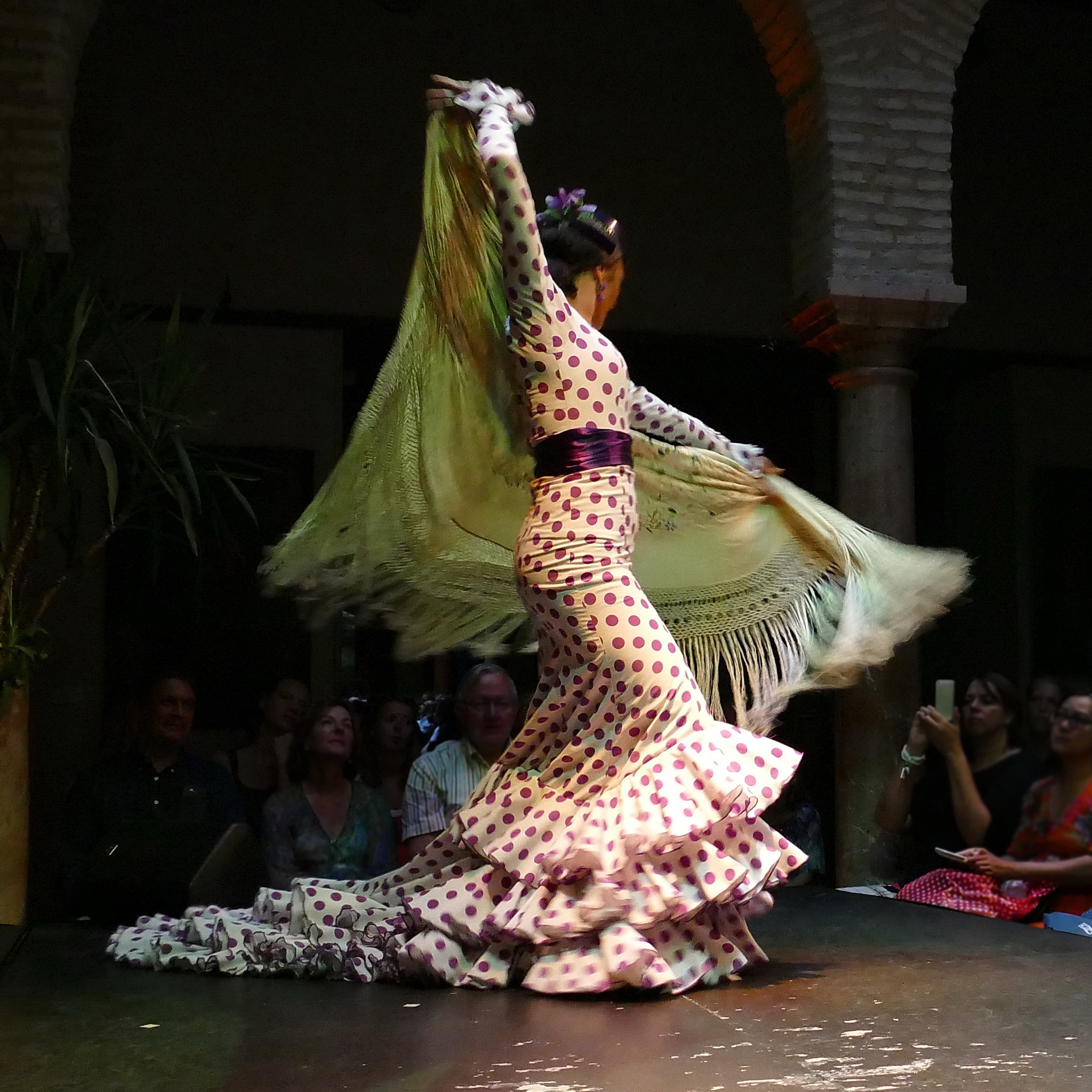
Flamencotänzerin in Bata de cola und mit Mantón de Manila